# Milton S. Hershey

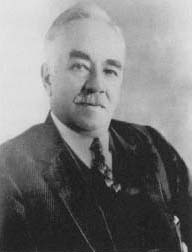
Milton Hershey (1915)

Milton Snavely Hershey (* 13. September 1857 in Derry Church, Pennsylvania; † 13. Oktober 1945 in Hershey, Pennsylvania) war ein US-amerikanischer Unternehmer. Er wurde berühmt als Gründer der Hershey Chocolate Company und der Werksstadt Hershey, Pennsylvania.

## Leben

### Herkunft und frühe Laufbahn
Hershey wurde auf einer Farm in der Nähe von Derry Church, Pennsylvania, geboren und war das einzige überlebende Kind von Henry H. Hershey und Veronica Buckwalter Snavely (genannt „Fanny“), Nachfahren von schweizerisch-pfälzischen Mennoniten, die im frühen 18. Jahrhundert von Friedelsheim nach Pennsylvania auswanderten. Deren Familienname Hirschi wurde später zu Hershey anglisiert.
Aufgrund der häufigen Umzüge seiner Familie brach er die Schule nach der vierten Klasse ab und ging bei einem Maler in Lancaster, Pennsylvania in die Lehre, wo er allerdings bald aufgrund mangelnden Interesses entlassen wurde. Nach einer vierjährigen Lehre bei einem Süßigkeitenhersteller in Lancaster gründete er sein erstes eigenes Süßigkeitenunternehmen in Philadelphia, Pennsylvania. Dieser erste Versuch, ein eigenes Unternehmen zu gründen, scheiterte ebenso wie die zwei nachfolgenden in Chicago und New York. Die Familie seiner Mutter finanzierte die meisten dieser fehlgeschlagenen unternehmerischen Vorhaben in der Süßigkeitenbranche.

### Lancaster Caramel Company
Zurück in Lancaster gründete Hershey 1883 die Lancaster Caramel Company, die sich schnell als ein riesiger Erfolg entpuppte; dabei half ihm das Benutzen eines Karamellrezeptes, das er auf früheren Reisen aufgetrieben hatte. Dieser Betrieb etablierte ihn als Süßigkeitenfabrikant und war die Grundlage für spätere Leistungen. Hershey war von den deutschen Maschinen zum Herstellen von Schokolade, die auf der World’s Columbian Exposition 1893 präsentiert wurden, so begeistert, dass er das Equipment für seine Fabrik in Lancaster kaufte und bald danach anfing, selbst eine große Anzahl verschiedener Schokoladenkreationen herzustellen. Trotz des großen Erfolges seines Betriebs war Hershey der Meinung, dass die Schokoladeindustrie mehr Potenzial hatte als lediglich Karamell zu produzieren, deshalb verkaufte er im Jahre 1900 die Lancaster Caramel Company für 1 Million US-Dollar, behielt allerdings den Schokoladenzweig und die Rechte zur Schokoladenproduktion.

### Hershey Chocolate
Mit dem Gewinn des Verkaufs von Lancaster Caramel erstand Hershey ungefähr 160 km² unbebautes Land nördlich von Lancaster in der Nähe seines Geburtsorts Derry Church, weil er dort die großen Mengen frischer Milch, die zum Perfektionieren und Herstellen guter Milchschokolade gebraucht wurden, erwirtschaften konnte. Das große Potenzial von Milchschokolade, die damals als ein schweizerisches Luxusgut galt, veranlasste Hershey dazu, ein Rezept für Milchschokolade zu entwickeln, sie zu vermarkten und der amerikanischen Öffentlichkeit zu verkaufen. Durch Ausprobieren verfeinerte er sein Schokoladenrezept so weit, dass er 1903 anfing, die später größte Schokoladenmanufaktur der Welt aufzubauen. Die Anlage wurde 1905 fertiggestellt und verfolgte den Zweck, Schokolade mit Hilfe der neuesten Massenverarbeitungstechniken zu fertigen, was äußerst schnell gelang und Hershey zum ersten landesweiten Schokoladenhersteller avancieren ließ.
Die eigentlich von Farmland umgebene Fabrik wurde mit Hersheys Hilfe schnell von Häusern, Geschäften, Kirchen und einer modernen Infrastruktur zu Transportzwecken umgeben, jedoch nutze er das angrenzende Farmland weiterhin, um seinen enormen Bedarf an Frischmilch, die für die Massenherstellung benötigt wurde, decken zu können. Hershey gab sich nicht mit seinem Erfolg zufrieden, sondern versuchte den Prozess der Schokoladenherstellung zu verfeinern und die Effektivität zu steigern; er war außerdem ein Pionier auf dem Gebiet des Kakao, den er auch zur Produktlinie hinzufügte.

### Die Stadt Hershey
Hershey sah die Gestaltung einer gesamten Gemeinde um die Fabrik herum vor. Er baute eine Stadt mit gemütlichen Häusern, einem billigen öffentlichen Verkehrsmittelnetz, einem erstklassigen öffentlichen Schulsystem und umfangreichen, der Erholung oder der kulturellen Zufriedenheit dienenden Einrichtungen. Hershey vermied das Bauen einer charakterlosen, aus Reihenhäusern bestehenden Werksstadt, da ihm eine Stadt vorschwebte, in der sich die Bewohner aufgrund von Ein- oder Zweifamilienhäusern aus Ziegeln und mit Bäumen gesäumten Straßen wohlfühlen sollten. Er war darauf bedacht, adäquate Freizeit- und Ablenkungsmöglichkeiten bereitzustellen, deshalb baute er den HersheyPark, der am 24. April 1907 seine Pforten öffnete und in den nächsten Jahren rasant wuchs, indem Fahrgeschäfte, ein Schwimmbecken sowie ein Tanzsaal zur Verfügung gestellt wurden. Bald darauf brachten Straßenbahnen und Züge Tausende von Auswärtigen in den Park.
Große Teile der Stadt wurden während der Great Depression im Zuge von Milton Hersheys „Great Building Campaign“ geschaffen, um Arbeitsplätze zu gewährleisten. In dieser Zeit entstanden bedeutende Bauten wie das Hotel Hershey, das Community Center, das Hershey Theatre, die HersheyPark Arena und das HersheyPark Stadium, die die Stadt in eine Touristenhochburg verwandelten.

### Central Hershey auf Kuba
Im Jahre 1916 erwarb Hershey östlich von Havanna auf Kuba größere Ländereien für den Anbau von Zuckerrohr. Dort wurde bis 1918 die Central Hershey errichtet. (Central ist ein kubanisches Wort für eine Zuckermühle mit angeschlossener Arbeitersiedlung.) In den 1920er Jahren wurde die Central Hershey um weitere Centrales erweitert und 1946 nach dem Tode des Gründers verkauft. Nach der Kubanischen Revolution wurde Central Hershey verstaatlicht und nach dem Rebellenführer Camilo Cienfuegos umbenannt.

### Philanthropie
Am 25. Mai 1898 heiratete Hershey Catherine Elizabeth „Kitty“ Sweeney. Da das Ehepaar keine Kinder bekommen konnte, beschlossen sie, ihren Erfolg mit anderen zu teilen und ihnen Gutes zu tun, deshalb gründeten sie die Hershey Industrial School im Jahr 1909. Catherine starb 1915 früh, jedoch schloss Hershey nie wieder eine andere Ehe.
Im Jahr 1918, drei Jahre nach Catherines Tod, schenkte er der Schule seine gesamten Hershey-Chocolate-Company-Aktien, da er unendlich stolz auf die Schule, die Stadt und sein Unternehmen war. Seine Einstellung, die Qualität seiner Produkte und das Wohlergehen seiner Arbeiter dem Profit vorzuziehen, änderte sich zeit seines Lebens nicht. Ebenfalls 1918 übergab er den Großteil seines Vermögens, die Kontrolle über das Unternehmen mit eingeschlossen, an den Milton Hershey School Trust, um die Industrial School zu unterstützen. Der Treuhänderfonds kontrolliert die Mehrheit der stimmberechtigten Beteiligungen an der Hershey Company, um so die Kontrolle über das Unternehmen zu wahren. 1951 wurde die Schule in Milton Hershey School umbenannt. Der Milton Hershey School Trust kontrolliert außerdem zu 100 % die Hershey Entertainment and Resorts Company, in deren Besitz sich viele Objekte befinden, unter anderem auch das Hotel Hershey und der HersheyPark.
1935 gründete Hershey die M. S. Hershey Foundation, eine private karitative Stiftung, die für Bildung und ein kulturelles Angebot für Einwohner Hersheys sorgen soll. Die Stiftung stellt drei Institutionen Spendengelder zur Verfügung, nämlich dem Hershey Museum and Hershey Gardens, dem Hershey Theatre und den Hershey Community Archives.
Die Gründung des Penn State Milton S. Hershey Medical Center geschah, als der Vorstand des Trust den Dauphin County Orphans Court mit dem cy pres (franz. „so nah wie möglich“) Doktrin konfrontierte. Es war ein Geschenk des Milton Hershey School Trust an die Einwohner von Pennsylvania, unterstützt durch eine Spende von 50 Millionen Dollar und unter nur einer Bedingung – das Krankenhaus musste in Hershey gebaut werden. Die Spenden wurden vom Trust ohne Beachtung der Meinung oder der Anhörung der Öffentlichkeit übergeben, allerdings erhielten einige Individuen die Erlaubnis des Justizministers und des Orphan Courts, im Verborgenen zu operieren. Das Krankenhaus ist ein Lehrkrankenhaus mit einem jährlichen Budget, das die eigentlichen Baukosten bei weitem übersteigt; es ist außerdem Teil der Penn State University.

### Titanic
Im April 1912 wollten die Hersheys an der Jungfernfahrt des britischen Luxusdampfers Titanic teilnehmen. Aufgrund dringender Geschäfte in den USA konnte Hershey die Abfahrt in England am 10. April jedoch nicht abwarten. Stattdessen nahm das Ehepaar die Amerika der HAPAG, die früher abfuhr.

### Zweiter Weltkrieg
Hershey Chocolate stattete das US-Militär im Zweiten Weltkrieg mit Schokoladenriegeln aus. Diese Riegel wurden Ration D Bars und Tropical Chocolate Bars genannt, Schätzungen zufolge wurden zwischen 1940 und 1945 über drei Milliarden dieser Riegel hergestellt und weltweit an Soldaten verteilt. Im Jahr 1939 war die Fabrik in der Lage, 100.000 Riegel pro Tag, gegen Ende des Krieges 24 Millionen pro Woche herzustellen. Für ihre Verdienste während des Zweiten Weltkriegs wurde der Hershey Chocolate Company aufgrund des Ration D Bars und des Tropical Chocolate Bars, die beide die Erwartungen an Qualität und Anzahl eindrucksvoll gewährleisteten, fünf Army-Navy 'E' Production Awards verliehen.

### Tod
Milton S. Hershey starb am 13. Oktober 1945 mit 88 Jahren im Hershey-Krankenhaus. Dies geschah ein Jahr nachdem er aus dem Vorstand ausgeschieden war.